# دومینیک ژامه
دومینیک ژامه (به فرانسوی: Dominique Jamet) روزنامه‌نگار و نویسنده قرن بیستم میلادی اهل فرانسه است.